# Reprezentacja Wielkiej Brytanii na Mistrzostwach Świata w Narciarstwie Klasycznym 2011
Reprezentacja Wielkiej Brytanii na Mistrzostwach Świata w Narciarstwie Klasycznym 2011 liczyła 7 sportowców.

## Medale

### Złote medale
Brak

### Srebrne medale
Brak

### Brązowe medale
Brak

## Wyniki

### Biegi narciarskie mężczyzn
Bieg na 15 km
- Andrew Musgrave – 50. miejsce
- Callum Smith – 70. miejsce
- Simon James Platt – odpadł w kwalifikacjach
- Andrew Young – odpadł w kwalifikacjach

Sprint
- Andrew Musgrave – 28. miejsce
- Simon James Platt – odpadł w kwalifikacjach
- Andrew Young – odpadł w kwalifikacjach
- Callum Smith – odpadł w kwalifikacjach

Bieg łączony na 30 km
- Andrew Musgrave – 58. miejsce

Sprint drużynowy
- Andrew Musgrave, Callum Smith – 22. miejsce

Sztafeta 4x10 km
- Andrew Musgrave, Callum Smith, Simon James Platt, Andrew Young – 15. miejsce

Bieg na 50 km
- Andrew Musgrave – 59. miejsce
- Simon James Platt – 76. miejsce

### Biegi narciarskie kobiet
Sprint
- Sarah Young – odpadła w kwalifikacjach
- Rosamund Musgrave – odpadła w kwalifikacjach

Bieg łączony na 15 km
- Rosamund Musgrave – 53. miejsce

Bieg na 10 km
- Rosamund Musgrave – 60. miejsce
- Sarah Young – 66. miejsce

Sprint drużynowy
- Rosamund Musgrave, Sarah Young – 16. miejsce

Bieg na 30 km
- Rosamund Musgrave – 50. miejsce

### Kombinacja norweska
Konkurs indywidualny HS 106/10 km
- James Lambert – nie ukończył